# Anders H. Pers
Anders Harald Pers, född 12 oktober 1934 i Göteborg, är en svensk journalist. Han är son till Anders Yngve Pers.
Pers har varit huvudredaktör och VD för Vestmanlands Läns Tidning (VLT) mellan 1978 och 1996. Han har även varit ledamot i TT:s styrelse 1985-1996 och varit ordförande för TT:s styrelse 1990-1996. Pers har vidare varit ordförande för TV4 och suttit i styrelsen för Svensk Israel-Information.